# パウト川
パウト川（スペイン語: Río Pauto）は、コロンビア共和国の河川。

## 流路
オリノコ川水系に属する。ボヤカ県のピスバ高地にあるオリエンタル山脈の東斜面に水源を発している。その後、東に流れ、カサナレ県を横切ってビチャーダ県サンタ・ロサリアでメタ川に合流する。